# 铜州 (唐朝)
铜州，中国唐朝时设置的州。
唐高祖武德四年（621年）以南州北流县、藤州普宁县（今广西容县）置铜州，以州西有铜山命名，治所在北流县（今广西北流市）。新设宕昌县（今广西北流市塘岸镇）、陵城县（今广西北流市大里镇）、豪石县（今广西北流市隆盛镇）、南流县（今广西玉林市）、新安县（今广西容县罗江镇）、渭龙县（今广西容县石寨镇）。辖境相当今玉林、北流、容县等市县地。唐太宗貞觀八年（634年）改为容州。